# Єрош Сергій Валерійович
Сергі́й Вале́рійович Є́рош (1982—2014) — сержант Збройних сил України, учасник російсько-української війни.

## Життєпис
Народився 1982 року в місті Дніпропетровськ. В мирний час проживав у Дніпропетровську; створив родину.
В часі війни — головний сержант роти, 25-та окрема повітрянодесантна бригада.
17 серпня 2014-го помер у ВМКЦ Північного регіону від поранень, яких зазнав 12 серпня 2014 р. близько 21:00 під час мінометного обстрілу у ході операції зі звільнення м. Вуглегірськ Донецької області.
Вдома лишилися дружина та мама.
Похований в місті Дніпро, Краснопільське кладовище.

## Нагороди та вшанування
- 14 листопада 2014 року за особисту мужність і героїзм, виявлені у захисті державного суверенітету та територіальної цілісності України, вірність військовій присязі під час російсько-української війни, відзначений — нагороджений орденом «За мужність» III ступеня (посмертно).
- Його портрет розміщений на меморіалі «Стіна пам'яті полеглих за Україну» у Києві: секція 2, ряд 10, місце 31.
- Вшановується 17 серпня на щоденному ранковому церемоніалі вшанування українських захисників, які загинули цього дня у різні роки внаслідок російської збройної агресії[1]